# Johan H. Andresen
Johan H. Andresen (Kristiania, 1888. november 29. – 1953. október 21.) norvég politikus. 1934 és 1937 között ő volt a Norvégiai Konzervatív Párt elnöke.

## Családja
Édesapja a gyártulajdonos Nicolai Andresen (1853–1923), édesanyja Johanne Marie Heyerdahl (1855–1928). Nagyapja Johan Henrik Andresen, üknagyapja Nicolai Andresen.
2929-ben vette el Eva Klavenesst (1900–1965), a hajótulajdonos Anton Frederik Klaveness lányát. Fiaik, Johan Henrik Andresen (1930–2011) és Johan Henrik Andresen (1967–) az üzleti életbe kerültek.